# Ergo Arena
Ergo Arena, även Hala Gdańsk–Sopot, är en multiarena för inomhusbruk, belägen precis på gränsen mellan städerna Gdańsk och Sopot i Polen. Arenan invigdes den 18 augusti 2010 och hyser max. 11 409 sittande åskådare för olika idrottsändamål (cirka 8 000 för friidrottstävlingar) och cirka 15 000 åskådare för konserter.
Inomhus-VM i friidrott 2014 äger rum i arenan. Officiell arrangörsstad för mästerskapen är Sopot. Den första stora begivenheten i byggnaden gick av stapeln den 26 november 2010, då Lady Gaga intog arenan. Därefter har den nyttjats för bland annat europamästerskapet i volleyboll för herrar 2013. Dessutom arrenderas byggnaden regelbundet av polska basketboll- och volleybollag.